# IDP Home Video
IDP Home Video (Innovation Diffusion Production) est une entreprise française spécialisée dans l'édition et la distribution d'animés japonais, français et américains mais également de manga japonais au format papier depuis 2013.
Editeur et distributeur de DVD & Blu-ray mais aussi de Manga papier Yaoi via son label Boy's Love et de Hentai sous son label dédié Hot Manga. Elle est également propriétaire de l'enseigne de vente Anime Store.
Innovation Diffusion Production Home Video Music a commencé ses activités en 1997. Elle est tout d'abord dirigée par Yves Huchez (neveu de Bruno-René Huchez fondateur d'IDDH) puis rachetée par Benjamin Uzan (ancien fondateur et directeur de Manga Distribution) en début d'année 2007.
Les titres sont d'abord édités en VHS, puis en DVD à partir de 2001, ces derniers sont produits également en Blu-ray depuis 2013.
Par ailleurs, IDP coédite et distribue certaines licences d'éditeurs francophones tels que Black Box, Anima, Déclic-Images, Kana Home Video, We Anim (We Prod) ou encore Wakanim.